# Jaguar (film, 1956)
Pour les articles homonymes, voir Jaguar (homonymie).

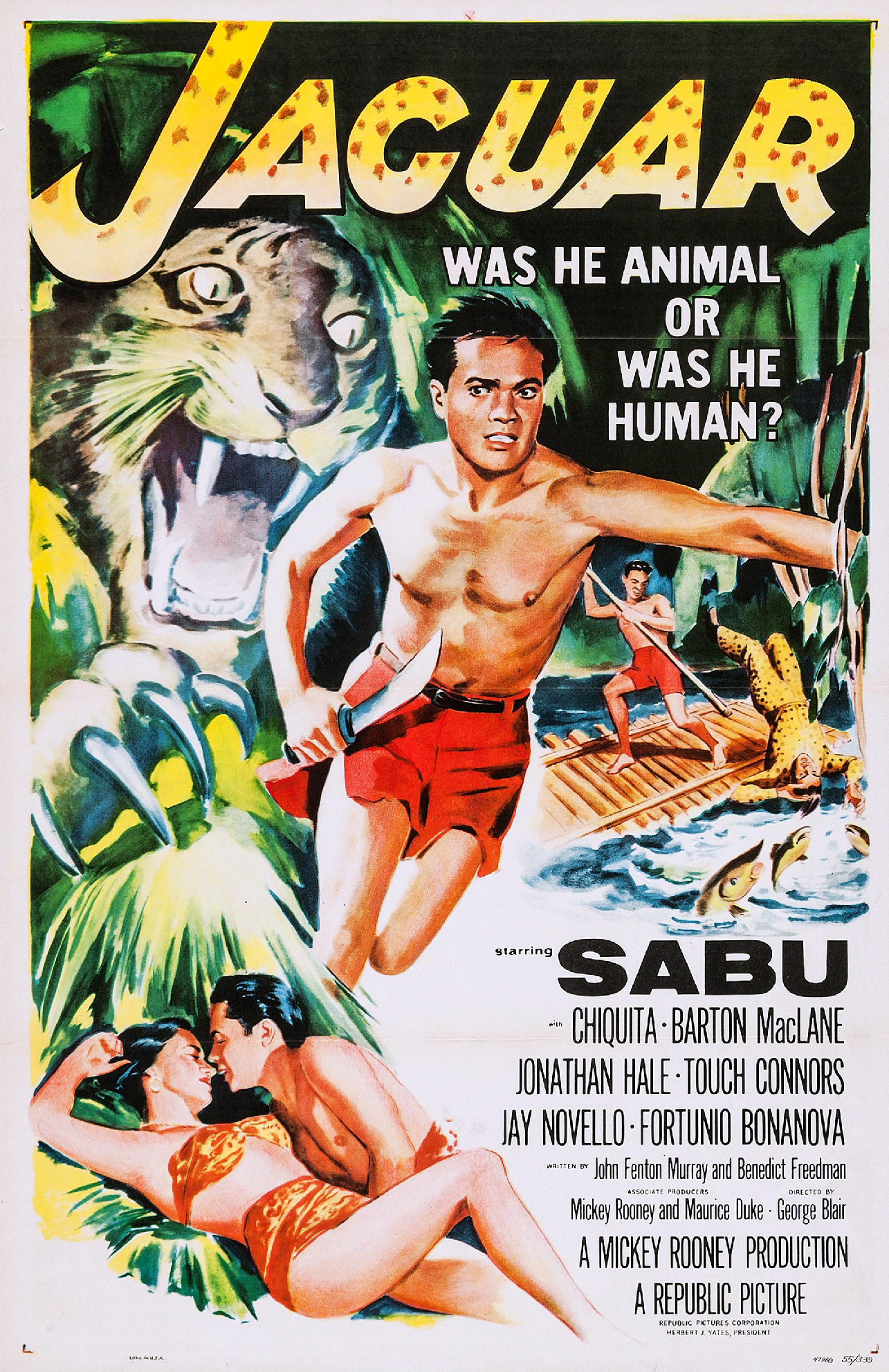
Affiche du film.

Jaguar est un film américain d'aventures réalisé par George Blair et sorti en 1956.

## Synopsis
Deux Américains, Steve Bailey et Marty Lang, sont engagés par une compagnie pétrolière pour une expédition dans une région dangereuse d'Amérique du Sud. Le directeur de la compagnie, Francisco Servente, les avertit qu'ils vont devoir affronter de redoutables guerriers adorateurs du jaguar Motilone. Juano, un enfant né dans une tribu amazonienne et adopté par le Docteur Powell, se joint à l'expédition.

## Fiche technique
- Réalisation : George Blair
- Scénario : John Fenton Murray, Benedict Freedman
- Producteurs : Maurice Duke, Mickey Rooney
- Photographie : Bud Thackery
- Montage : Cliff Bell Sr.
- Musique : Van Alexander
- Genre : Aventure, jungle[1]
- Production : Mickey Rooney Productions
- Distributeur : Republic Pictures
- Durée : 66 minutes
- Date de sortie : 20 janvier 1956

## Distribution
- Sabu : Juano
- Chiquita Johnson : Rita
- Barton MacLane : Steve Bailey
- Jonathan Hale : Dr. Powell
- Mike Connors : Marty Lang
- Jay Novello : Tupi
- Fortunio Bonanova : Francisco Servente
- Nacho Galindo : Garcia Solimos
- Rodd Redwing : Porter #1
- Pepe Hern : Jorge
- Raymond Rosas : Motilon Boy